# Markus Flückiger

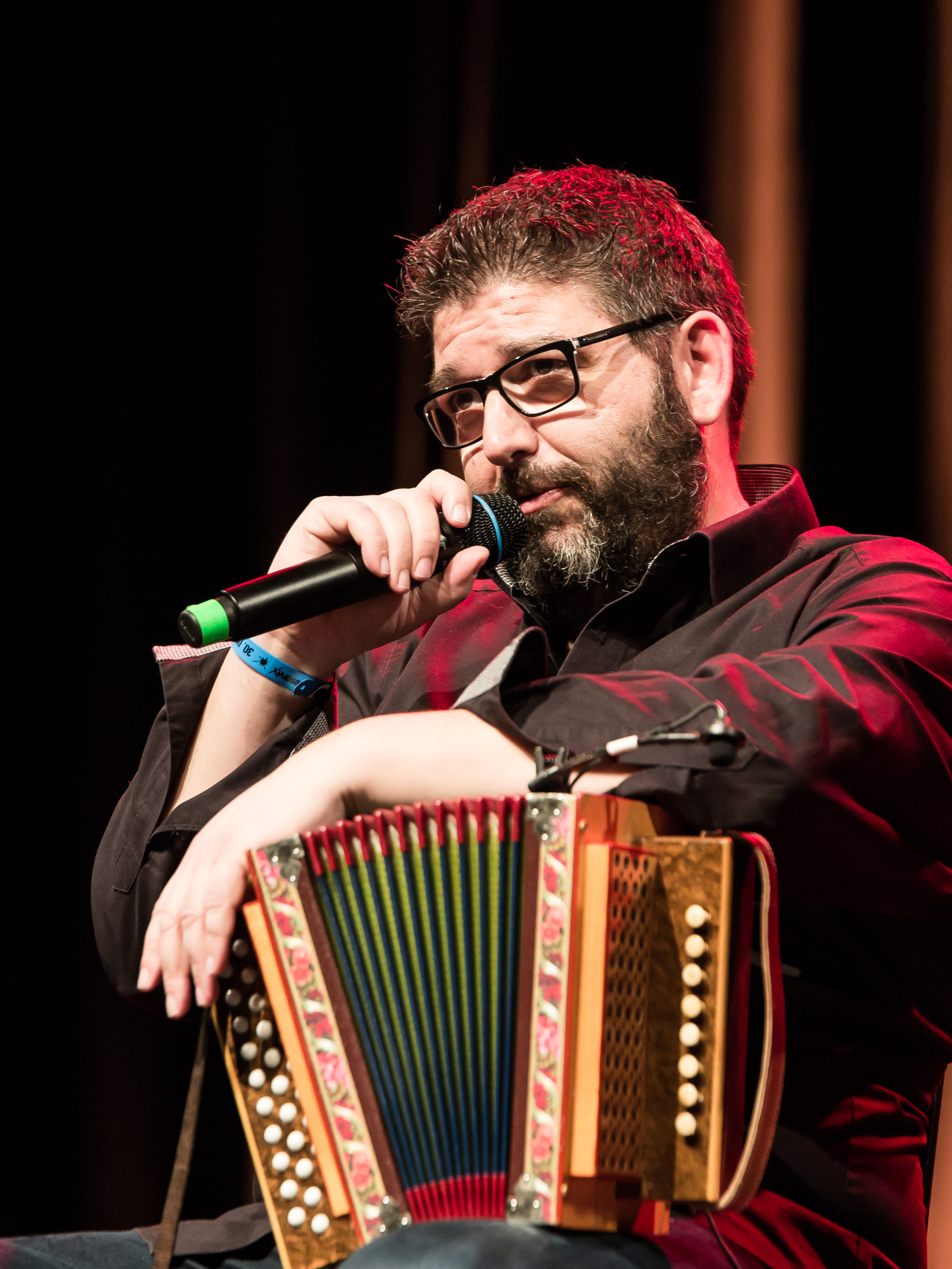
Markus Flückiger bei der Internationalen Kulturbörse Freiburg 2018

Markus Flückiger (* 11. Januar 1969 in Brittnau) ist ein Schweizer Schwyzerörgelispieler. Er gilt als Meister auf dem Schwyzerörgeli und als einer der wichtigsten Volksmusikkomponisten der letzten Jahre.
Flückiger ist Dozent für Schwyzerörgeli an der Hochschule Luzern – Musik.

## Leben
Flückiger ist in Brittnau aufgewachsen und begann als 6-Jähriger mit dem Schwyzerörgeli. Mit 11 Jahren hatte er seinen ersten Fernsehauftritt. Nach der kaufmännischen Lehre war er als freischaffender Musiker und Musiklehrer tätig. Er spielte unter anderem mit den Suhrer Ländlerfründe und mit Ländlerstars wie Fritz Dünner oder Ueli Mooser. Weiterhin war er Mitglied der Projekte Hujässler, Pareglish, Rampass und vielen anderen. Heute spielt er vorwiegend im Überlandorchester von Max Lässer, mit den Hujässlern, zusammen mit Reto Grab in der Formation Rampass, mit Andi Gabriel und Pirmin Huber im Trio Ambäck sowie im Duo mit der Sängerin Nadja Räss.

## Auszeichnung
- 2015: nominiert für den Schweizer Musikpreis[3]
- 2011: Innerschweizer Kulturpreis

## Diskografie
- Nadja Räss und Markus Flückiger: Sälbander, CD
- Werner Schelbert, CD
- Chilbimusig – Fritz Dünner & Rampass, CD
- Ambäck: s'mues wie's isch, CD
- Hujässler: HUJART, CD
- Überlandorchester: 1:1, CD
- Flückiger's AlpeNordsite live, CD
- Überlandorchester: Iigschneit, CD
- Überlandorchester: Überländler, CD